# IC 4182
IC 4182 ist eine Spiralgalaxie vom Hubble-Typ Sm im Sternbild Jagdhunde am Nordsternhimmel. Sie ist schätzungsweise 17 Millionen Lichtjahre von der Milchstraße entfernt und hat einen Durchmesser von etwa 20.000 Lj. 

Im selben Himmelsareal befinden sich u. a. die Galaxien IC 4115, IC 4127, IC 4144, IC 4152.
Die Typ-Ia-Supernova SN 1937C wurde hier beobachtet.
Das Objekt wurde am 21. März 1903 von Max Wolf entdeckt.